# Хума (община Гевгели)
Вижте пояснителната страница за други значения на Хума.
Ху̀ма или У̀ма (на македонска литературна норма: Ума, на мъгленорумънски: Uma) е село в община Гевгели, Северна Македония.

## География
Селото е разположено в областта Влахомъглен, в северното подножие на малката планина Суха Рупа, между планините Паяк и Кожух, на самата граница с Гърция.

## История

### В Османската империя
В XIX век Хума е влашко (мъгленорумънско) село в Гевгелийска каза на Османската империя. Според Теодор Капидан Хума е относително ново селище, основано от преселници от изчезналото село Катунище, намирало се северно от Хума. Александър Синве („Les Grecs de l’Empire Ottoman. Etude Statistique et Ethnographique“), който се основава на гръцки данни, в 1878 година пише, че в Ксума (Xouma), Мъгленска епархия, живеят 480 гърци.
В селото в 1895 – 1896 година е основан комитет на ВМОРО с ръководител Ризо Прошев.
„...стигнахме въ Хума...  Наскоро дойде и гръцкия тамъ учитель, но можахъ малко нѣщо да науча отъ него. Пѣснитѣ, които се пѣятъ тука, сѫ само български. Това село брои 70 кѫщи, но понѣкѫдѣ живѣятъ по двѣ и по три фамилии въ една кѫща, така щото селото все пакъ има 700 души жители. То е чифликъ на единъ солунски турчинъ. Жителитѣ се занимаватъ съ земледѣлие, дърварство, копринарство и малко скотовъдство.“
В статистиката на Васил Кънчов („Македония. Етнография и статистика“) от 1900 година Хума е посочено като село с 490 жители власи християни.

#### Румънско просветно дело
В селото пуска корени Румънската пропаганда в Македония и власите се откъсват от елинизма. Първото румънско училище е открито в Хума по частна инициатива на Гушу Гага, по-късно учител в Калин камен, без субсидии от румънската държава. Гага пристига в Хума от Света гора и започва тайно да въвежда румънския език в преподаването. В продължение на една година той преподава по няколко църковни книги, донесени от Света гора. След това Гага заминава за Битоля, за да усъвършенства румънския си език и да придобие по-систематични знания. След една година обучение в Битолския румънски лицей в 1893 година Гога се завръща в Хума, този път субсидиран от Инспектората на румънските училища. Вторият му престой в селото е по-труден, тъй като румънското дело става явно и започва да среща съпротива от гръцката митрополия. С усилията на Гога обаче, който отваря и вечерно училище за възрастните, за две години в селото се установява румънския език, в църквата започва да се служи на румънски и цялото население се научава да чете и пише на румънски. На два пъти гръцкият митрополит отлъчва учителя и тези, общуват с него. След Гага в Хума като учител идва Риза Пяна, който стабилизира делото на Гага. След него учител е Глигоре Талие, по-късно председател на Битолската румънска община, който издейства разрешение за училищата. След него преподава Таску Папатанасе, възпитаник на Битолския лицей. В 1906 гърците организират клане, при което загиват 12 души, от които 6 деца.
По данни на секретаря на Българската екзархия Димитър Мишев („La Macédoine et sa Population Chrétienne“) през 1905 година в Ума има 480 власи и работи влашко училище.
При избухването на Балканската война в 1912 година 5 души от Хума се записват доброволци в Македоно-одринското опълчение.

### В Сърбия, Югославия и Северна Македония
След Междусъюзническата война в 1913 година селото попада в Сърбия и румънското училище е заменено със сръбско.
Според преброяването от 2002 година селото има 2 жители.
В селото се намира българско военно гробище от Първата световна война.
| Националност | Всичко |
| македонци    | 0      |
| албанци      | 0      |
| турци        | 0      |
| роми         | 0      |
| власи        | 1      |
| сърби        | 0      |
| бошняци      | 1      |
| други        | 0      |

В 2014 година изписването на името на селото на македонска книжовна норма е сменено от Хума към Ума.
В селето има паметник на българския Осми приморски полк.
Съборът на селото е в началото на август на Свети Пантелеймон – патронът на селската църква „Свети Пантелеймон“, изградена в XIX век.

## Личности
Родени в Хума
- Атанас Христов, български революционер, деец на ВМОРО[5]
- Иван Антонов (1924 – 1983), журналист от Северна Македония
- Иван Атанасов (1895 - ?), български революционер, деец на ВМРО[15]
- Иван Ризов, български революционер, деец на ВМОРО[5]
- Митре Дудев, български революционер, деец на ВМОРО[5]
- Михо Аврамов, български революционер, деец на ВМОРО[5]
- Никола Стоянов, български революционер, деец на ВМОРО[5]
- Петър Атанасов (р. 1939), езиковед от Северна Македония
- Ризо Иванов Прошев, български революционер, деец на ВМОРО.[5] Македоно-одрински опълченец.[16]
- Стоян Прошев, български революционер, деец на ВМОРО[5]
- Тома Продромов Стоянов (Прошев, 1857 - след 1942), български революционер, деец на ВМОРО
- Христос Традос, деец на гръцката въоръжена пропаганда в Македония[17]

Починали в Хума
- Ганю Ганчев Чуков, български военен деец, подпоручик, загинал през Първата световна война[18]
- Дамян Димитров Грудев, български военен деец, подпоручик, загинал през Първата световна война[19]
- Константин (Костадин) Грудов Язаджиев (Георгев), български военен деец, капитан, загинал през Първата световна война[20]
- Марин Тодоров Ганчев, български военен деец, подпоручик, загинал през Първата световна война[21]
- Михаил Константинов Павлов, български военен деец, поручик, загинал през Първата световна война[22]
- Нейко Господинов Минчев, български военен деец, технически поручик, загинал през Първата световна война[23]
- Никола Христов – Неговански (1885 – 1927), български революционер
- Спас Колев Колев, български военен деец, поручик, загинал през Първата световна война[24]